# Juva

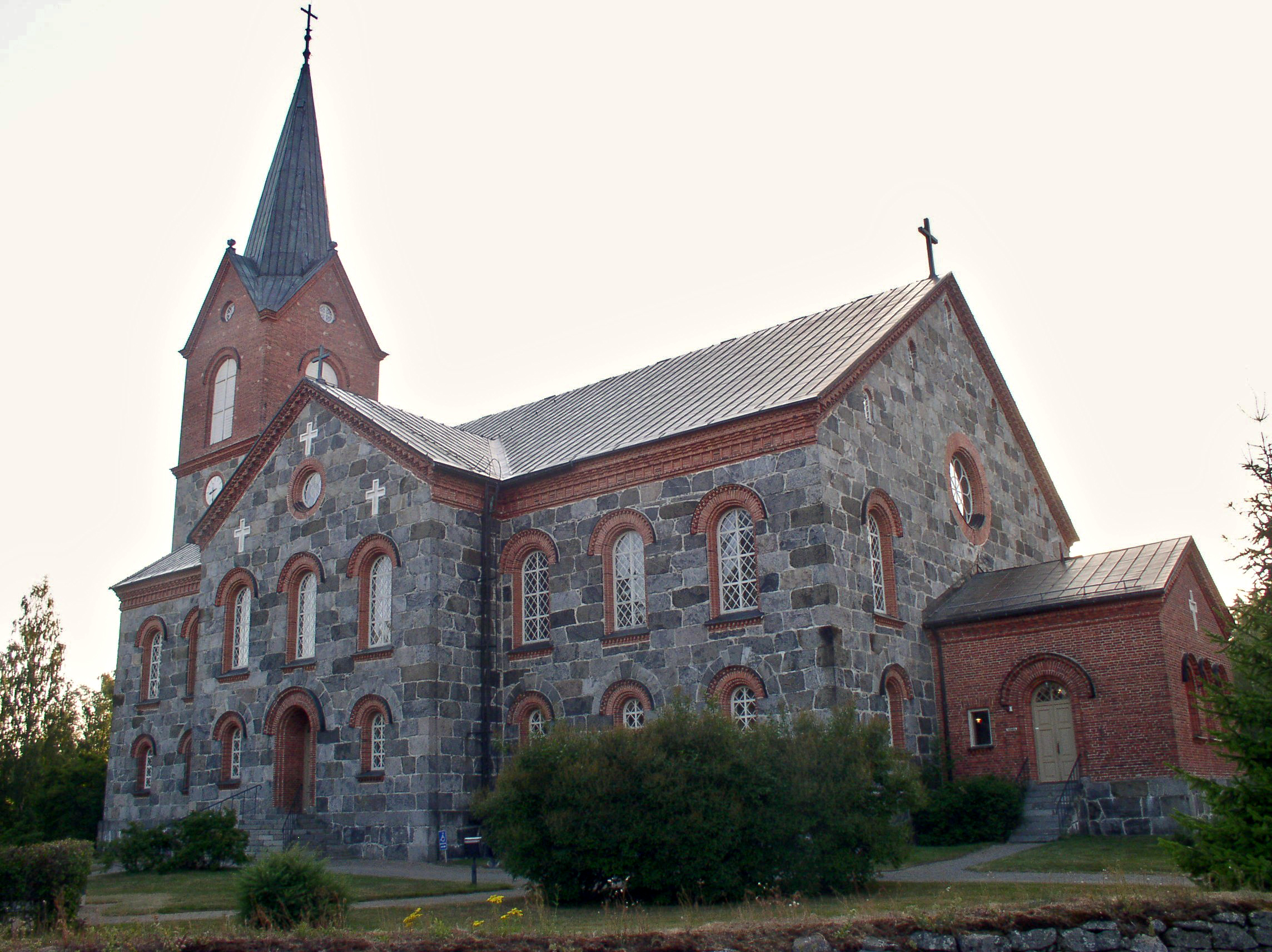
Kerk

Juva (Zweeds: Jockas) is een gemeente in de Finse provincie Oost-Finland en in de Finse regio Zuid-Savo. De gemeente heeft een landoppervlakte van 1.163,19 km² en telt 5.769 inwoners (2022).

## Geboren
- Arndt Pekurinen (1905-1941)